# Jef Lambrecht
Jef Lambrecht (Avelgem, 20 augustus 1948 – Antwerpen, 11 september 2016) was een Vlaamse journalist. Hij was tot zijn pensioen eind 2009 verslaggever en eindredacteur bij de Vlaamse publieke omroep VRT (Vlaamse Radio en Televisie).

## Biografie
Lambrecht studeerde Politieke en Sociale Wetenschappen aan de Katholieke Universiteit Leuven en volgde er ook een postgraduaat Culturele Antropologie. In 1977 slaagde hij, onder meer samen met Leo Stoops, Martine Tanghe, Paul Jambers en Geert van Istendael, voor het journalistenexamen van de toenmalige BRT. In 1978 werd hij er journalist bij de radionieuwsdienst.
Alhoewel Lambrecht zich als radiojournalist aanvankelijk vooral met cultuur bezighield, volgde hij sinds de Eerste Perzische Golfoorlog als buitenlandverslaggever het Midden-Oosten op de voet. Tijdens en na het bewind van de Taliban bezocht hij geregeld Afghanistan.
In 2009 vonden in Iran presidentsverkiezingen plaats. Aanhangers van de oppositie kwamen op straat om te betogen tegen de - volgens hen vervalste - uitslag van de presidentsverkiezingen. Jef Lambrecht en een RTBF-collega, die in de Iraanse hoofdstad Teheran verslag uitbrachten van de gebeurtenissen, werden opgepakt door de politie en een uur vastgehouden. Na hun vrijlating werd Lambrecht opnieuw opgepakt en werd zijn materiaal in beslag genomen.
In 2010 ging hij met pensioen bij de VRT.
In 2017 werd hij in Avelgem postuum geëerd met de Lifetime Achievement Award, die uitgereikt wordt aan een Avelgemnaar die impact had op cultuur binnen en buiten de gemeente.

## Stellingen en opvattingen
Tijdens de Radio 1-uitzending Actueel van 25 november 1991, de dag na Zwarte Zondag gaf hij als journalist een opmerkelijk commentaar op de verkiezingsoverwinning van het toenmalige Vlaams Blok. Hij had het over "een partij van hooligans, neonazi’s, primairen ..."
Begin juni 2009 publiceerde Lambrecht zijn boek De heilige wereldoorlog: halfweg de kruistocht tegen het moslimterrorisme. Het vormde het sluitstuk van zijn journalistieke trilogie én van twintig jaar oorlogsverslaggeving. Lambrecht zette in zijn boek uiteen hoe we volgens hem halfweg de kruistocht tegen het moslimterrorisme waren beland en dat we ons de vraag moeten stellen of er een nieuw mondiaal evenwicht komt of een totale ontwrichting door de terroristen. Hijzelf zag hoopvolle tekenen: in Teheran, waar het Iraanse regime onder vuur lag van de bevolking, maar ook door president Barack Obama die in de Verenigde Staten verzoenende taal sprak ten aanzien van de islam.
In juni 2009 haalde Lambrecht uit naar de manier waarop de VRT nieuws brengt. Hij vond dat er te veel aandacht ging naar de vorm en te weinig naar de inhoud van het nieuws. Alleen de kijk- en luistercijfers zouden tellen en buitenlands nieuws kwam te weinig aan bod. Ook vond hij dat de VRT politici als Bart De Wever van N-VA en Jean-Marie Dedecker van LDD groot heeft gemaakt door hen zo vaak een podium te geven in programma's als De Slimste Mens ter Wereld. Lambrecht stelde dat de VRT zich daar ernstig over moest bezinnen.
Lambrecht was ook dichter, hij schilderde en was bevriend met kunstenaars als Hugo Claus. Als dusdanig nam hij als radiojournalist ook culturele onderwerpen voor zijn rekening.

## Publicaties
- Gedichten // in: De Brakke Hond, jrg. 4 (1986) nr. 9
- Bacon : '... shall we have some champagne ?' // in: De Vlaamse Gids, jrg. 76 (1992) nr. 5, p. 15-17
- Onderweg naar Kassel // in: De Vlaamse Gids, jrg. 76 (1992) nr. 2, p. 19-23
- In de ban van de Biennale van Venetië, 1895-1995 / Els Stubbe ; Christine Delhaye, Lot Hendrickx, Marian van Til, Wilma Kempinga, Jef Lambrecht, Jan Florizoone (De Brakke Grond, 1995)
- Wout Vercammen : Art is a trick / Guy Bleus, Jef Lambrecht, Wout Vercammen (Provincie Limburg, 1995)
- Un regard critique sur la peinture "belge", d'Ensor à Magritte // in: Septentrion, jrg. 24 (1995), nr. 2, p. 14-19
- Du vin aigre au vin doux : Marcel Broodthaers, dichter // in: Deus ex machina, jrg. 21 (1997) nr. 83, p. 29-33
- A big kid : the work of Edgard Tytgat // in: The Low Countries, jrg. 1999-2000, p. 232-239
- Berlinde De Bruyckere (In Flanders Fields Museum, 2000)
- Frans Verleyen : de heldere taal van een grafstem / Hubert van Humbeeck, Jef Lambrecht, Koen Meulenaere ... [et al.] ; samenstelling Jan Denolf (Roularta, 2000, ISBN 9054667982)
- Léon Spilliaert : toujours le même, toujours changer // in: Septentrion, jrg. 29 (2000), nr. 2, p. 11-15
- IX-XI : hoe 11 september mogelijk werd (Houtekiet, 2002, ISBN 9052406707)
- De zwarte wieg : Irak, nazi's en neoconservatieven (Houtekiet, 2003, ISBN 9052407312)
- Vottem : 6 augustus = août 1914 : Hans Op de Beeck / Jef Lambrecht ; Hans op de Beeck, Steve Houben, Piet Chielens (In Flanders Fields Museum, 2004)
- Mandeeër in Basra // in: De Brakke Hond, jrg. 20 (2004) nr. 85 (december), p. 69-70
- Zijn de media veranderd door de Irak-oorlog? // in: MO, jrg. 2005, nr. 20, p. 60-61
- Het bedrog van Sykes en Picot : Parijs en Londen hertekenden kaarten in het Midden-Oosten // in: Reflector, jrg. 2006/2007, nr. 3, p. 14-19
- Jef Lambrecht / geïnterviewde Jef Lambrecht ; interviewer Chris Jacobson // in: Argus milieumagazine, jrg. 4 (2006) nr. 1, p. 7-11
- Ensemble pour le meilleur ou pour le pire : l'Expo 58 de Bruxelles // in: Septentrion, jrg. 37 (2008), nr. 1, p. 4-14
- We will do our best or our worst together : Expo '58 in Brussels // in: The Low Countries, jrg. 16 (2008), p. 197-206
- De heilige wereldoorlog : halfweg de kruistocht tegen het moslimterrorisme (Van Halewyck, 2009, ISBN 9789056179250)
- België verdampt. E quindi unscimmo a riveder le stelle // in: De vierde onmacht. Journalisten en critici over media en journalistiek, Thevissen, Frank (red.), Uitgeverij Van Halewyck, Leuven, 2010, pp. 110-153
- De Arabische revolutie, (2011)
- De Arabische cocktail, (2013)
- IS - Het nieuwe terrorisme van Daesh en de ondergang van de Moslimbroederschap, (2015)

## Privé
Jef Lambrecht keek graag naar voetbal en de Ronde van Frankrijk. Hij was kunstschilder en schreef zes theaterteksten in opdracht van de Koninklijke Vlaamse Schouwburg in Brussel. Lambrecht was bevriend met de Vlaamse dichter, schrijver, schilder en filmmaker Hugo Claus. Hij woonde in Borgerhout en liet een vrouw en twee kinderen na.
- Bibliothèque nationale de France: cb17000252x (data)
- Gemeinsame Normdatei: 140963375
- International Standard Name Identifier: 0000 0000 7893 3434
- Library of Congress Control Number: no2003042791
- MusicBrainz: aab00184-43ed-410d-979e-6a963b496a65
- Nederlandse Thesaurus van Auteursnamen: 114795835
- Système universitaire de documentation: 177673311
- Virtual International Authority File: 120226013
- WorldCat: E39PBJh8KQkDqc98dHhf7YVDMP